# Andreas Sauli
Andreas Sauli (* 6. September 1965 in Iserlohn) ist ein ehemaliger deutscher Eishockeyspieler, der unter anderem für den ECD Sauerland in der 2. Bundesliga aktiv war.

## Karriere
Andreas Sauli stand in der Saison 1984/85 im Kader des Bundesligisten ECD Iserlohn, blieb aber während der Saison ohne Einsatz in der höchsten deutschen Spielklasse. Im Jahr 1985 wechselte er zum Oberligisten EHC Unna und ein Jahr später zum ESC Ahaus, mit dem er die Qualifikationsrunde zur 2. Bundesliga Nord erreichte, dort aber mit seinem Team scheiterte. Zur Saison 1987/88 kehrte der Angriffsspieler zunächst zum EHC Unna zurück, bevor er während der Saison zum Ligarivalen Herforder EG wechselte und mit den Ostwestfalen den Klassenerhalt schaffte.
Im Jahre 1988 kehrte Sauli nach Iserlohn zurück und schloss sich dem ECD Sauerland an, mit dem er auf Anhieb Meister der Oberliga Nord wurde und später in die 2. Bundesliga Nord aufstieg. In der Saison 1989/90 wurde der ECD Sauerland als Aufsteiger Meister der 2. Bundesliga Nord, verpasste mit seinem Team allerdings den Aufstieg in die Bundesliga in der folgenden Aufstiegsrunde. Auch 1991 folgte der Meisterschaft in der Nordgruppe das Scheitern in der Aufstiegsrunde. Daraufhin kehrte Sauli zum EHC Unna in die Oberliga Nord zurück. Als dieser ein Jahr später den Spielbetrieb einstellen musste, beendete Sauli seine Karriere.
Im Anschluss an seine Karriere arbeitete Sauli als Sportstättenwart in Iserlohn.

## Erfolge und Auszeichnungen
- 1989 Meister der Oberliga und Aufstieg in die 2. Bundesliga mit dem ECD Sauerland
- 1990 Meister der 2. Bundesliga mit dem ECD Sauerland